# Sjöhagen
Sjöhagen är en småort i Fagersta kommun, belägen några km sydost om Fagersta i Västanfors socken vid sjön Stora Aspen.